# Тімоті Мак-Ларен
Тімоті Мак-Ларен (англ. Timothy McLaren, 24 вересня 1956) — австралійський академічний веслувальник.
Срібний призер Олімпійських Ігор 1984 року в складі парної четвірки.